# عبد الحليم رضوي
عبد الحليم رضوي (1939- 2006)، فنان سعودي، ورائد من رواد الفن التشكيلي في السعودية  وأحد أهم مؤسسيه، ومن أبرز فناني الفن العربي المعاصر، وهو أول من أقام معرضًا فنيًا في تاريخ المملكة، إذ أقامه في جدة عام 1965، كما أنه أول فنان سعودي تشكيلي يبتعث للدراسة خارج السعودية، ويكون مؤهلًا أكاديميًا من كلية أوروبية، أسس أول مركز خاص يُعنى بالفن وأهله وهو (مركز الفنون الجميلة) الذي افتتحه في جدة عام 1968، وكان لهذا المركز أثر كبير على بعض الفنانين السعوديين البارزين أمثال ضياء عزيز وطه الصبان، وقد جابت لوحاته العديد من الدول العربية والغربية عبر معارضه التي أقامها، فيما بلغ عدد أعماله نحو 3500 عمل متنوعة ما بين النحت والكولاج والرسم والجداريات، ورغم أن أسلوبه الفني كان مزيجًا من الأساليب المختلفة التكعيبي، التجريدي، التعبيري والسريالي، إلا أن الموروثات الشعبية ظهرت في معظم أعماله بشكل أصيل ولافت، والموروث الحجازي بشكل خاص، إلى جانب الطابع الإسلامي بشموليته والذي كان له نصيب من الحضور في أعماله، وقد حُفظت بعض لوحاته في متاحف حول العالم مثل متحف الفن الحديث في المغرب، ومتحف كير جاس في زيورخ.

## نشأته
ولد في مكة عام 1939م، وفيها أكمل تعليمه العام، وعاش يتيم الأب منذ أن كان في الخامسة من عمره، ونشأ في أسرة فقيرة تعيش حياة صعبة، ولما كان هو الأخ الأكبر بين أسرته فقد تحمل المسئولية منذ أن كان في التاسعة من عمره، فعمل في بيع البليلة (أكلة حجازية) والطوافة وتلبية حاجيات الحجاج وغيرها من الأعمال المتوفرة في مكة المكرمة ذلك الوقت،  وتخرج في المدرسة العزيزية سنة 1960، وقد بدأت موهبته بالظهور في وقت مبكر، وعبر عن هذه الموهبة في المعهد العلمي السعودي عام 1958، قبل أن يُلح عليه طموح السفر إلى الخارج وإستكمال دراساته العليا في إيطاليا، وتحديدًا أكاديمية الفنون الجميلة في روما.

## أعماله
- عمل رئيساً لرابطة الفنانين التشكيليين العرب بمدريد عام 1973م.
- عمل مديرًا عاماً لجمعية الثقافة والفنون في مدينة جدة منذ 1980م - 1992م.
- عمل مستشارًا للجمعية العربية السعودية للثقافة والفنون عام 1993م حتى وفاته.[4]
- عضوًا في مجلس التحكيم الدولي بمدريد عام 1968م.
- رئيسًا للجنة التحكيم للفنون الجميلة بمدريد عام 1978م.[7]

## مسيرته الفنية
بدأت مسيرة الفنان رضوي بحصوله على الثانوية العامة عام 1958م، ثم توجهه إلى إيطاليا لدراسة الفنون، وحصل هناك على الليسانس في فنون الديكور من كلية الفنون الجميلة في روما عام 1964م، ثم عاد إليها أيضاً ليحصل على درجة بروفيسور عام 1979م، وأصبح بعد ذلك فناناً محترفاً، وقد سجل عبد الحليم رضوي رقماً قياسياً في عدد المعارض الشخصية، حيث عرضت أعماله في معارض تجاوز عددها المئة معرض شخصي في الولايات المتحدة، وهولندا، والبرازيل وبريطانيا، والسويد، واليابان، وإندونيسيا، وفرنسا، وإسبانيا، وإيطاليا، وسويسرا، وبلجيكا، وحفظت بعض أعماله في متحف الفن الحديث في إسبانيا، ومتحف الفن الحديث في الأردن، ومتحف الفن الحديث في ريو دي جانيرو، ومتحف الفن الحديث في المغرب، ومتحف الفن الحديث الوطني في تونس، ومتحف كير جاس في زيورخ، وصالة الفن في سان ماركو في روما، إضافة إلى متحفه الخاص في مدينة جدة.

## أسلوبه الفني
كان يتنوع إنتاجه الفني ما بين التصوير، النحت، الجداريات، والرسم والكولاج، وكانت الخامات التي يستخدمها عادةً الألوان الزيتية وألوان الايكريلك، فيما اتخذ المنازل، الرقصات الشعبية، التراث، والزخارف الشعبية موضوعات لأعماله، وكانت الأشكال التي تغلب على أسلوبه الدوائر والمثلثات الشعبية والأشكال التجريدية، وكان يرى فضل الاستفادة من تقنيات المدارس الغربية في إطار الحفاظ على الطابع المحلي.

## جائزة رضوي فن
في عام 2022م أطلقت الجمعية العربية السعودية للثقافة والفنون في جدة (جائزة رضوي فن) تحت شعار «الأصالة والمعاصرة»، وأطلقت الجائزة في نسختها الولى برعاية جامعة الأعمال والتكنولوجيا.

## وفاته
توفي عام 2006م، في مدينة جدة إثر نوبة قلبية.